# Barbus albanicus
Barbus albanicus és una espècie de peix cipriniforme de la família dels ciprínids.

## Morfologia
Els mascles poden assolir els 60 cm de longitud total.

## Distribució geogràfica
Es troba a Grècia i, possiblement també, a Albània.